# Tauer
Tauer (em baixo sorábio: Turjej) é um município da Alemanha, situado no distrito de Spree-Neiße, no estado de Brandemburgo. Tem 41,91 km² de área, e sua população em 2019 foi estimada em 691 habitantes.